# Luc Héry
Luc Héry est un violoniste français né le 13 août 1961.

## Biographie
Luc Héry étudie le violon avec Pierre Doukan et la musique de chambre avec Jean Hubeau au Conservatoire national supérieur de musique et de danse de Paris où il obtient un premier prix dans ces deux disciplines avant d'intégrer le troisième cycle en 1980.
Après un troisième prix au Concours international de violon Tibor Varga en 1983, il est engagé à l'Orchestre de l'Opéra national de Paris en 1985 puis à l'Orchestre national de France en 1986 où il est chef d'attaque des seconds violons. Il quitte le « National » en 1990 pour le réintégrer en 1992 en tant que premier violon solo, après deux ans passés à l'Orchestre de Paris à ce même poste de konzertmeister. Il partage cette fonction à l'ONF avec Sarah Nemtanu.
Il mène parallèlement une carrière de chambriste et de soliste en interprétant notamment, avec l'Orchestre national de France, le Concerto pour violon d'Henri Dutilleux (direction Lawrence Foster) en 1996 et la Symphonie concertante pour violon et alto de Wolfgang Amadeus Mozart (direction Evgueni Svetlanov) en 2000. Il a également enregistré avec les solistes de l'Orchestre les Quintettes pour clarinette et cordes de Johannes Brahms et de Mozart.
Il enseigne depuis 1993 en qualité d'assistant dans la classe d'Olivier Charlier au Conservatoire national supérieur de musique et de danse de Paris et est également responsable du département de préparation à l'orchestre des cordes et de la formation des violons solos au conservatoire à rayonnement régional de Paris.
Luc Héry est également parrain de l'association Tournesol, Artistes à l'Hôpital.